# Битка код Мурсе
Битка код Мурсе се одиграла 28. септембра 351. године између римске војске коју је предводио Констанције II и снага узурпатора Магненцијау Панонији, у близини Осијека.
Годину дана пре битке, Магненције се, на челу римских снага у Галији, побунио и убио Констанцијевог брата и савладара Констанса; затим је дошло до преговора између Магненција, који је био спреман да призна Констанција за цара у источном делу Римског царства, и Констанција, који је био спреман да Магнецију препусти Галију, али не и остатак Западног царства. Њихов неуспех је довео до рата, односно до судара две војске код ушћа реке Драве у Дунав.
Пре битке, Констанције II је тражио од Флавија Филипа, једног од својих преторијанског префекта да преговора са Магненцијем и да од њега захтева да се овај повуче у Галију. Овај покушај није донео никакав конкретан резултат, али је један Магненцијев заповедник током преговора дезертирао и прешао код Констанција.
Битка до које је дошло код Мурсе (данашњи Осијек) у провинцији Доњој Панонији била је по традицији најкрвавија у римској историји. Наводно је погинуло 54 000 војника, а Констанције је изгубио половину, а Магненције 2/3 своје војске.
Констанције је располагао далеко бројнијим снагама, укључујући тешку коњицу и стрелце, док је Магненције морао да се ослони на релативно недисциплиноване и необучене варварске помоћне трупе, о чему сведочи бекство дела франачке коњице на Констанцијеву страну, уочи год. сама битка.
Војска Магненција, иако брзо опкољена, борила се са великом упорношћу и храброшћу, али је на крају била скоро потпуно уништена. Магненције је преживео, и спасао се бекством са бојног поља, прерушивши се у обичног војника.
Констанције, кога је епископ Мурсе Валенс прекинуо у молитви да му пренесе вест о победи, дошао је на бојно поље и био запањен огромним губицима не само непријатеља већ и сопствене војске. Наводно, тада је бризнуо у плач, наредивши достојанствену сахрану за све погинуле и пруживши медицинску помоћ свим рањенима. Магненције је дао помиловање војницима који су се предали.
Упркос победи, Констанцију – који је, поред Магненција, морао да брине и о варварима на граници и Сасанидима на истоку – требало је две године да комплетира своју војску и започне коначни обрачун са Магненцијем, који би се завршио у битка код Монс Селеука.
Хришћански писци, за разлику од царевог синовца Јулијана Отпадника, тумачили су исход битке пре свега Констанцијевом хришћанском побожношћу, тј. његовом наводном упорном молитвом током битке, што и данас одговара уобичајеној идеји о томе како би се у сличним околностима понашао један рановизантијски цар.
Битка је имала и свој религиозни значај. Магненције је повратио нека права паганима, док је Констанције био за тврђи однос према њима. Констанције је читаву битку провео молећи се на гробу једног мученика за веру, а епископ Мурсе, Валенс, је објавио да му је анђео јавио вести о победи.
Магненције је касније претрпео још један пораз и извршио је самоубиство.